# Hirtzel Lévy
Pour les articles homonymes, voir Lévy.

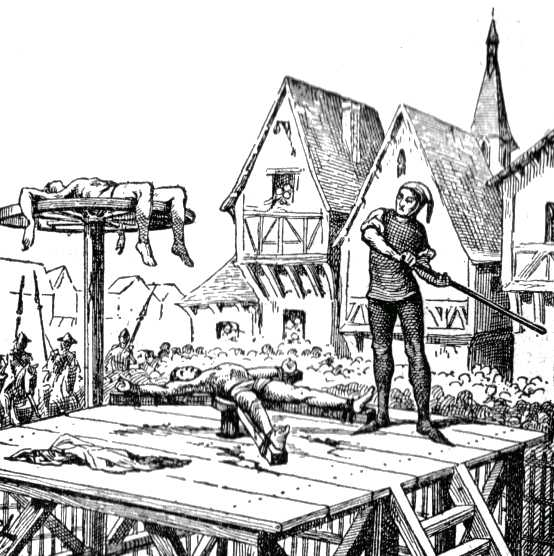
Les deux phases du supplice : bris des membres suivi de l'agonie sur la roue

Hirtzel Lévy, né vers 1707 à Wettolsheim, a été condamné à mort pour un crime dont il était innocent. La sentence aussitôt confirmée en appel par le Conseil souverain d'Alsace, il a péri sur la roue à Colmar le 31 décembre 1754. 
Ses deux co-accusés, Menké Lévy et Moyse Lang, également juifs et condamnés à mort, devaient voir leur appel évoqué au printemps suivant. Mais le Conseil privé du Roi, réuni à Versailles, ordonna la révision du procès entier, ouvrant la voie à la réhabilitation du supplicié et à l'acquittement des deux autres accusés. Manifestation d’antijudaïsme judiciaire, l'affaire Hirtzel Lévy reste l'une des grandes causes criminelles de la seconde moitié du XVIIIe siècle.

## Biographie
Hirtzel Lévy est le fils de Isaac Lévy, préposé des Juifs de Wettolsheim, petit village du Haut-Rhin. En 1728, il a épousé la fille du préposé des Juifs de Haguenau, qui lui a donné trois enfants. Son cousin germain, Menké Lévy, dit « le sacrificateur », habite également Wettolsheim. Une sœur de Hirtzel est mariée à Moyse Lang, un des rejetons de la plus ancienne famille juive de Ribeauvillé. Une autre sœur a épousé Isaac Dreyfus, préposé des Juifs du village de Sierentz, distant d’une cinquantaine de kilomètres. De tous les côtés, la famille est honorablement connue.

## Contexte historique
À partir du milieu du XVIIIe siècle, la communauté juive d’Alsace est la plus nombreuse du Royaume. Elle compte environ vingt mille âmes en 1784, soit la moitié des Juifs du pays. L'expulsion des Juifs du royaume de France en 1394 n'a pas affecté l'Alsace, hors de ce royaume jusqu'aux traités de Westphalie (1648). Ils ne sont autorisés à y vivre que dans certains villages, dont les seigneurs ont accepté leur présence et moyennant le paiement de lourdes taxes de séjour. Ils ne peuvent y posséder que leur maison d’habitation. 

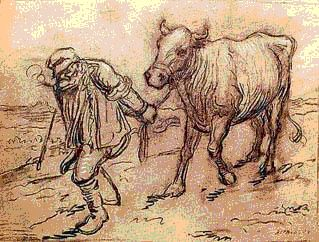
Négociant juif en bétail en Alsace, fin - s.

Artisanat et agriculture leur sont interdits. Ils se sont donc spécialisés dans le commerce d’objets de seconde main, la friperie, le colportage, l’achat et la vente de bétail, de chevaux et de fourrages, le petit commerce local, vin, boucherie, chandelles, cuir, tissus, fourrures, etc… L’argent que les plus riches tirent de ces activités est parfois placé dans le prêt à intérêt, condamné par la morale chrétienne, mais qui constitue alors le seul système de crédit à la paysannerie.  Dans les années de vaches maigres, les paysans se trouvent parfois incapables de rembourser. Il arrive que leurs biens soient saisis ou leurs crédits prorogés à des taux plus élevés. La haine du peuple des campagnes à l’égard des Juifs provient de cette dépendance économique. 
Les histoires de « crimes rituels » circulent encore çà et là en Alsace. Accusations de profanation d’hosties avec le sang d’enfants chrétiens, sacrifices humains au-dessus d’un crucifix, beaucoup y croient encore. Pas loin de là, en janvier 1670, on a brûlé vif le Juif Raphael Lévy devant la cathédrale de Metz pour avoir enlevé le petit Villemin, pendant que sa mère était au lavoir. On a conclu au « crime rituel », mais l'homme était innocent. 
Cette prévention contre les Juifs est souvent partagée par les élites, la noblesse de robe, les Parlements de province, les baillis, comme le prouvent les brûlots de François Joseph Antoine Hell, bailli de Landser ou le Mémoire de François-Christophe de Klinglin, le propre neveu du président de la Cour qui condamnera Hirtzel Lévy. Les plus conservateurs cèdent au vieil antijudaïsme chrétien, les autres, partisans des Lumières, voient parfois dans la foi juive la mère de toutes les superstitions.

## L’affaire

### Le crime

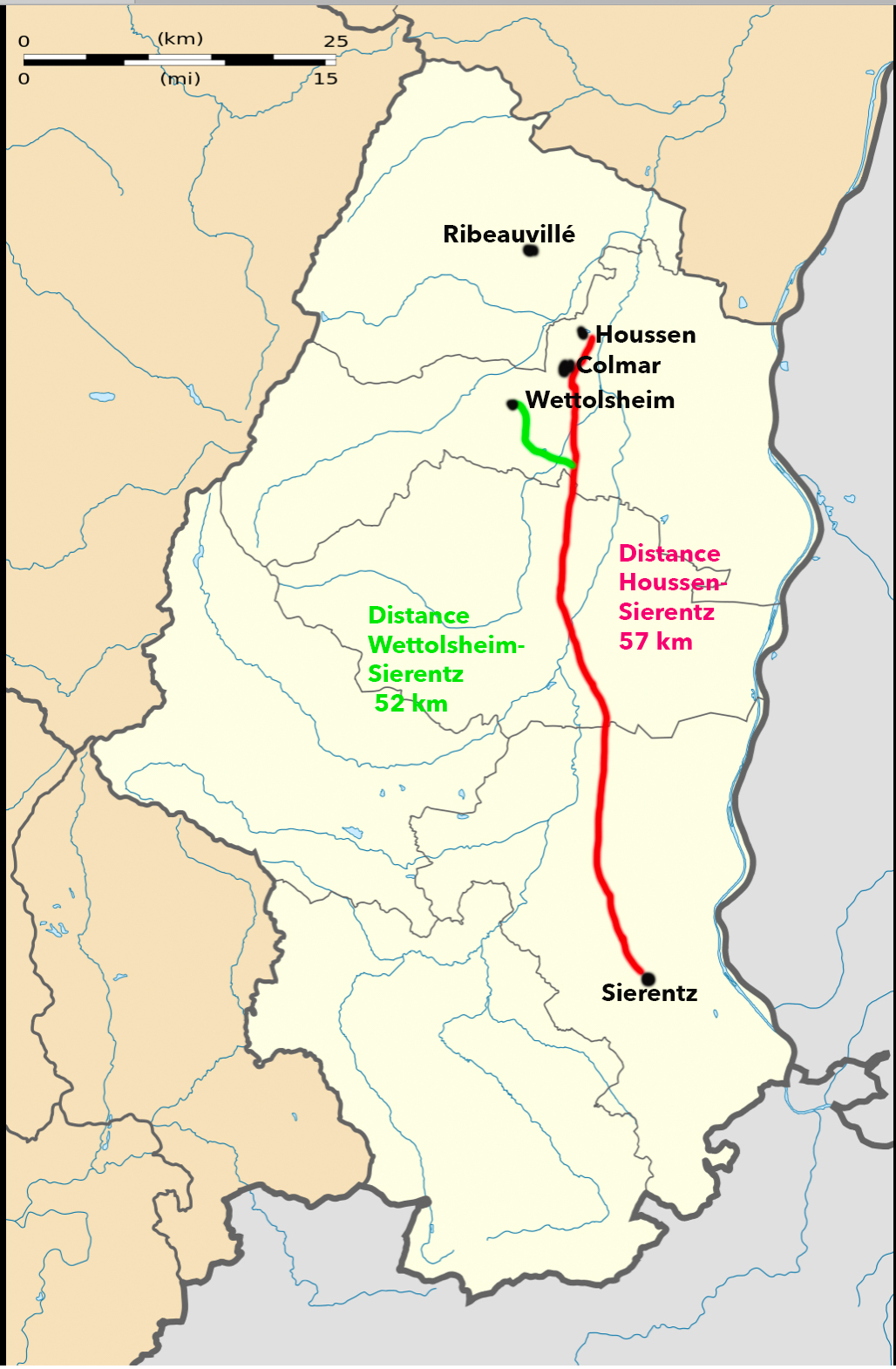
Distance de Houssen (ou Wettolsheim) à Sierentz, parcourue à pied par Hirtzel Lévy les 8 et 9 décembre 1754

Le 9 décembre 1754, entre onze heures et minuit, Madeleine Kopp, la veuve d’un ancien prévôt du petit village de Houssen, à une lieue de Colmar, est victime d’un vol en réunion ; trois ou quatre hommes entrent chez elle par effraction, la lient à sa servante, Catherine Straumann, et par coups, torture et menaces, lui font révéler le lieu où elle cache ses louis d’or, d’une valeur de trois mille livres. En quittant les lieux, ils ajoutent à leur butin quelques pièces de porc fumé. Alerté par des cris, des paysans partent dans toutes les directions, à la recherche des coupables mais sans résultat. Dès le lendemain matin, le bailli de Ribeaupierre est chez la veuve pour diriger l’enquête ; il prendra ses quartiers chez son fils et dînera souvent à sa table, au mépris de toutes les règles.
D’entrée, la veuve accuse le Juif Hirtzel Lévy, son cousin Menké Lévy de Wettolsheim et son beau-frère Moyse Lang de Ribeauvillé. Dans un second procès-verbal, la plaignante assure pourtant ne pas connaître les coupables mais croire «  qu’ils ne pouvaient point être d’autres  qu’eux » pour la seule raison qu’ils sont venus ensemble chez elle, quelques jours plus tôt, lui acheter une petite vache que Menké Lévy a sacrifiée sur sa propriété. Ils auraient alors repéré les lieux. La servante dit n’avoir reconnu que Hirtzel Lévy. Sur ces fragiles éléments, le bailli ordonne l’arrestation de Moyse Lang et Menké Lévy, interpelés chez eux le jour même, dix décembre. Hirtzel en revanche est introuvable. On le croit en fuite. Sa disparition attise les rumeurs dans la population chrétienne des villages alentour où pourtant on aimait plutôt bien ces Juifs .
Hirtzel est un père de famille d'environ quarante-cinq ans, un « trafiquant » selon l'expression de l'époque : il vend et il achète toutes sortes de marchandises, y compris du bétail. Son père le préposé de Wettolsheim, a un peu de bien. Moyse Lang tient commerce de vin, de chanvre et de chandelles dans le village de Ribeauvillé où la famille Lang est installée depuis le siècle précédent. Il a épousé Bliemel, une sœur de Hirtzel. Les deux beaux-frères sont souvent vus ensemble. Quant à Menké, on le surnomme « der Schächter », le sacrificateur  : sa profession consiste à abattre les bêtes selon les rites juifs (casheroute). Or, on prétend qu’un grand couteau rituel a menacé la vieille prévote, que pour la faire parler, l’un des criminels lui aurait introduit un fer rouge dans « les parties intimes ». Et que les brigands parlaient entre eux en judéo-alsacien. 

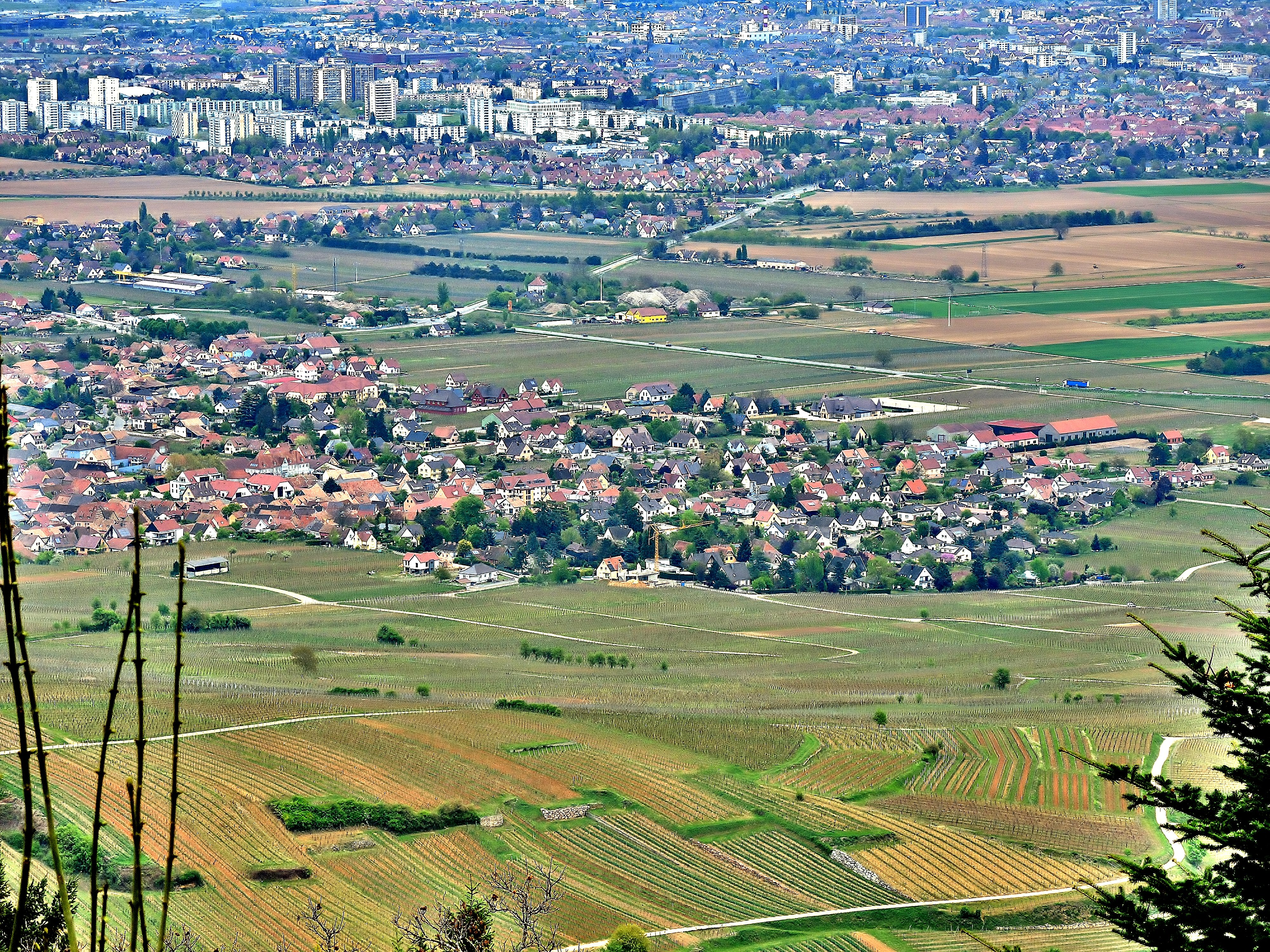
Wettolsheim au premier plan et Colmar en arrière

Le 16 décembre, Hirtzel Lévy est enfin retrouvé. En fait, il se rend de lui-même à la maréchaussée de Wettolsheim. Il présente son absence de quelques jours comme la preuve de son innocence. Il raconte qu’il a quitté Wettolsheim à pied dès le 8 décembre, veille du crime, pour se rendre à Sierentz, à dix-huit lieues de là, faire ses condoléances à son beau-frère Isaac Dreyfus, le préposé des Juifs de Sierentz, époux de l’une de ses sœurs. Le couple vient de perdre une fille, Anna, toute jeune mariée, morte peu de temps après la naissance d’un enfant. Il explique qu’en route, il est descendu pour la nuit chez un ami, que le matin suivant il a croisé le carrosse de M. de Waldner, le seigneur de Sierentz, accompagné de ses gens. Arrivé à Sierentz dans l'après-midi, il a passé toute la soirée du 9 chez son beau-frère, il y a été vu par des amis, des voisins, des clients qui pourront témoigner de sa présence jusque tard dans la soirée. Le lendemain dès 6 heures du matin, on l’a vu à la synagogue, puis il a pris un café au château des Waldner, où il a échangé quelques mots avec la maitresse des lieux, tous pourraient le confirmer. Ce n’est que le 13 décembre qu’il a appris, par un express, qu’on le recherchait. Mais on était vendredi après-midi, veille du shabbat. Il ne s’est donc remis en marche que le dimanche 15 décembre et s’est rendu aussitôt aux autorités de son village. 
Mais le bailli de Ribeaupierre refuse d’admettre Hirtzel à la preuve de son alibi. Il n’accepte pas davantage ceux de Moyse Lang et de Menké Lévy, qui pourtant offrent de démontrer avoir été vus à l’heure du crime par de nombreux témoins, chrétiens ou juifs, loin de chez la veuve du prévôt, l’un à Ribeauvillé, l’autre à Wettolsheim. La veuve veut revenir sur sa dénonciation. Lors de la confrontation avec les accusés, elle n’est plus sûre de la culpabilité des trois Juifs. Le bailli s’impatiente, l'avertit qu’en faisant marche arrière, elle s’expose à des dommages et intérêts voire à des poursuites pénales. Ces scrupules tardifs ne seront pas mentionnés dans les procès-verbaux.

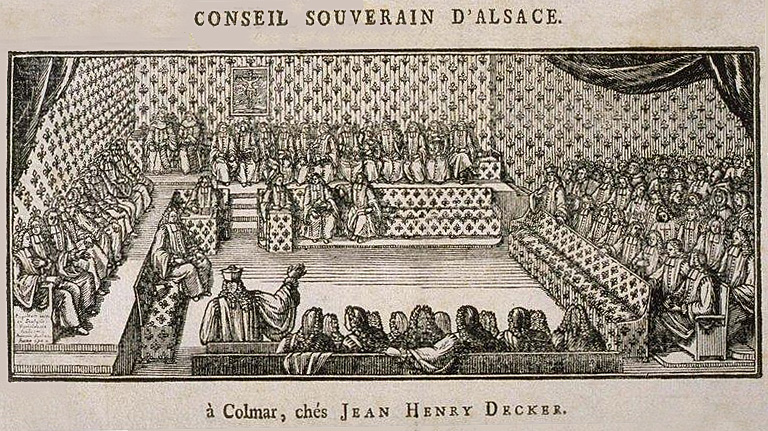
Conseil souverain d'Alsace à Colmar, v. 1700

Le 23 décembre 1754, le bailli Joseph Fuchs rend sa sentence sans avoir voulu vérifier les alibis des détenus : ce sera la mort sur la roue pour tous les trois, après application de la question ordinaire et extraordinaire. Cette sanction est contraire à la loi, car depuis les ordonnances criminelles de 1670, la torture ne peut être décidée « que s’il y a preuve considérable contre l’accusé d’un crime qui mérite peine de mort et qui soit constant », et seulement après examen des faits justificatifs, en particulier des alibis. Or ici, les faits ne sont pas établis, aucune perquisition pour retrouver les biens volés n’a été entreprise chez les accusés, les seuls témoignages émanent de la plaignante elle-même et de sa servante, également victime. L’impossibilité physique de la présence des prévenus sur les lieux du crime est attestée par une quantité de témoins que l’on refuse d’entendre. Immédiatement, les trois accusés font appel de la sentence devant le Conseil Souverain d’Alsace siégeant à Colmar. Mais l’affaire y est expédiée, malgré un élément nouveau qui aurait dû être décisif.
Un conseiller à la cour de Colmar devant se rendre à Bâle pour une autre procédure, a fait de sa propre initiative un détour par Sierentz le 28 décembre et y a recueilli les « déclarations unanimes et non suspectes des maitres et des habitants du château » qui confirment tout ce que disait Hirtzel sur sa présence à Sierentz la nuit du crime. Ce conseiller écrit le lendemain 29 décembre une lettre qui sera lue en audience le 30 par  Christophe de Klinglin , président du Conseil supérieur de Colmar, juste avant le prononcé de la sentence. Celle-ci tombe dans la soirée du 30 décembre 1754. La Cour confirme que le Juif Hirtzel Lévy sera rompu vif, après avoir été soumis à la question.

### Le châtiment

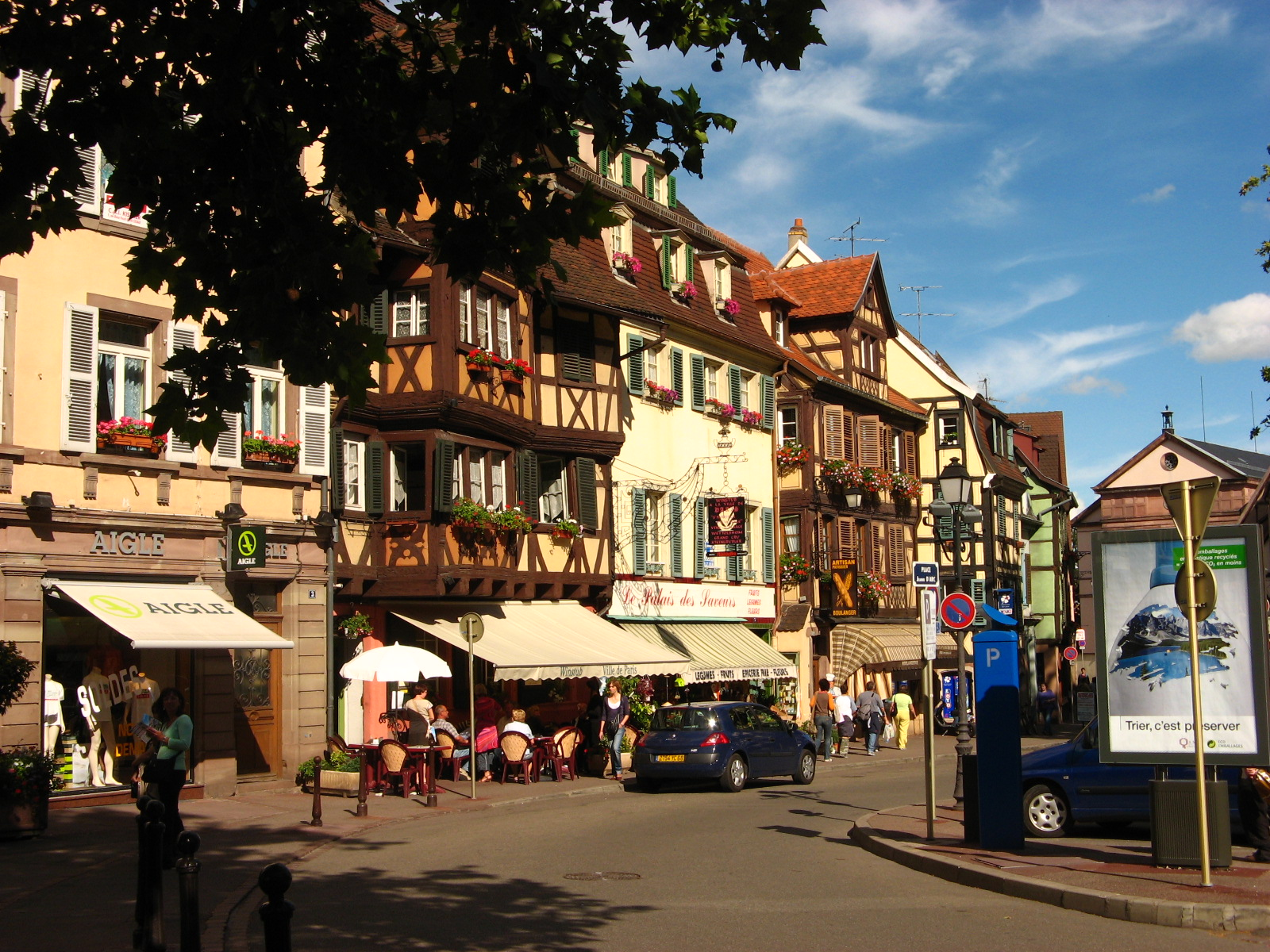
Ancienne place du Marché à bestiaux (aujourd'hui place Jeanne-d'Arc) où Hirtzel Lévy fut supplicié, Colmar

Le 31 décembre 1754, vers trois heures de l’après midi, la foule s’est massée sur la place du marché aux bestiaux de Colmar ; on est venu assister au supplice de « Hirtzel Lévy, juif, condamné à avoir les jambes, cuisses et reins rompus vifs sur un échafaud et à être exposé ensuite sur la roue, la face tournée vers le ciel pour y finir ses jours ».
Ce jour-là, c’est une petite roue qui a été spécialement choisie par l'exécuteur, afin que la tête du supplicié vienne pendre dans le vide et y rejoindre ses pieds. Vers 9 heures du soir, le Juif supplie qu’on lui donne de l’eau. On force du vin dans sa gorge, il le recrache. Le coup de grâce ne viendra qu’après dix-huit heures d’agonie -ce qui est rare -, contre une pièce glissée dans la main du bourreau. La roue sera ensuite fixée au sommet d’un poteau, sur la grande route de Colmar. Pendant plusieurs mois, le corps y restera ainsi exposé aux regards de tous.
Moyse Lang et Menké eux aussi ont été condamnés au supplice de la roue par le bailli de Ribeaupierre, mais leur sentence a été suspendue in extremis par le Conseil supérieur de Colmar, dans l’espoir qu’Hirtzel chargerait ses complices. La veille et le matin même de son exécution, pendant plus de 6 heures, Hirtzel a donc été soumis à la question ordinaire et extraordinaire. On a imaginé pour lui un anneau de fer serré autour de la tête. Le sang est sorti de ses yeux, mais pas un aveu n’est sorti de sa bouche. Il est innocent, comme son cousin, comme son beau-frère. On n'a rien pu obtenir d’autre.
En l’absence d’aveu, le procès de Moyse Lang et Menké Lévy est reporté à la session suivante, autour de Pâques.

### La révision
Isaac Dreyfus, préposé des Juifs de Sierentz, sera l’homme clé de la réhabilitation du martyr et de la libération de ses co-accusés. 
Il est bien placé pour savoir que Hirtzel est innocent. C’est chez lui que ce dernier se trouvait au moment du crime, à cinquante kilomètres de Houssen. En tant que premier Juif de Sierentz, Isaac peut facilement réunir les témoignages de tous ceux qui ont aperçu son beau-frère pendant les quelques jours passés dans son village. Il entretient les meilleures relations avec le seigneur des lieux, M. de Waldner. Il tient aussi à sauver l’honneur des siens. Sa femme est la sœur de Hirtzel, le supplicié. Sa fille Anna, qui vient de mourir, était la toute jeune femme de Jacob Lang, cousin germain de ce Moyse Lang qui attend sa propre exécution dans la prison de Colmar.
Isaac Dreyfus débarque donc à Colmar à la mi-décembre 1754, mais les juges sont si expéditifs qu’il est trop tard pour sauver Hirtzel. Entre le crime et le châtiment ne se sont écoulés que 22 jours. Mais pour Moyse Lang et son co-accusé Menké, il est peut-être encore temps.
Isaac Dreyfus et les Lang organisent la riposte. Ils intéressent à leur cause deux des Juifs les plus puissants de la Province, tous deux Préposés Généraux de la Nation Juive en Alsace. Ceux-là ont fait fortune comme fournisseurs aux armées. Ils s’appellent Aron Meyer de Mutzig et Lehman Netter de Rosheim. Le 12 janvier 1755, ils prennent la route de Paris dans l’espoir d’obtenir du Roi la mise à néant de la décision du Conseil Supérieur de Colmar. Dans la berline ont pris place les deux préposés généraux accompagnés de Isaac Dreyfus. Le 15, ils sont à Paris. Isaac Dreyfus qui n’a jamais quitté Sierentz et ses environs est accueilli par Moyse Blien dans l'hôtel de Montmorency où il séjourne. Moyse Blien, lui-même ancien Préposé Général de la Nation Juive, a des entrées à Versailles. Isaac Dreyfus  et ses soutiens préparent leur dossier. Ils chargent Me Régnard, avocat au Conseil d’État, de la procédure devant le Conseil privé du Roi. 
En quelques semaines, ce brillant juriste construit une solide défense. Il dénonce dans son mémoire la précipitation suspecte des premiers juges, la cruauté de leur décision qu’il attribue expressément à leur prévention contre les Juifs ; il énumère les nombreuses violations de l’Ordonnance Criminelle de 1670. Il souligne également l'inanité de l’accusation et, a contrario, le sérieux des alibis proposés.

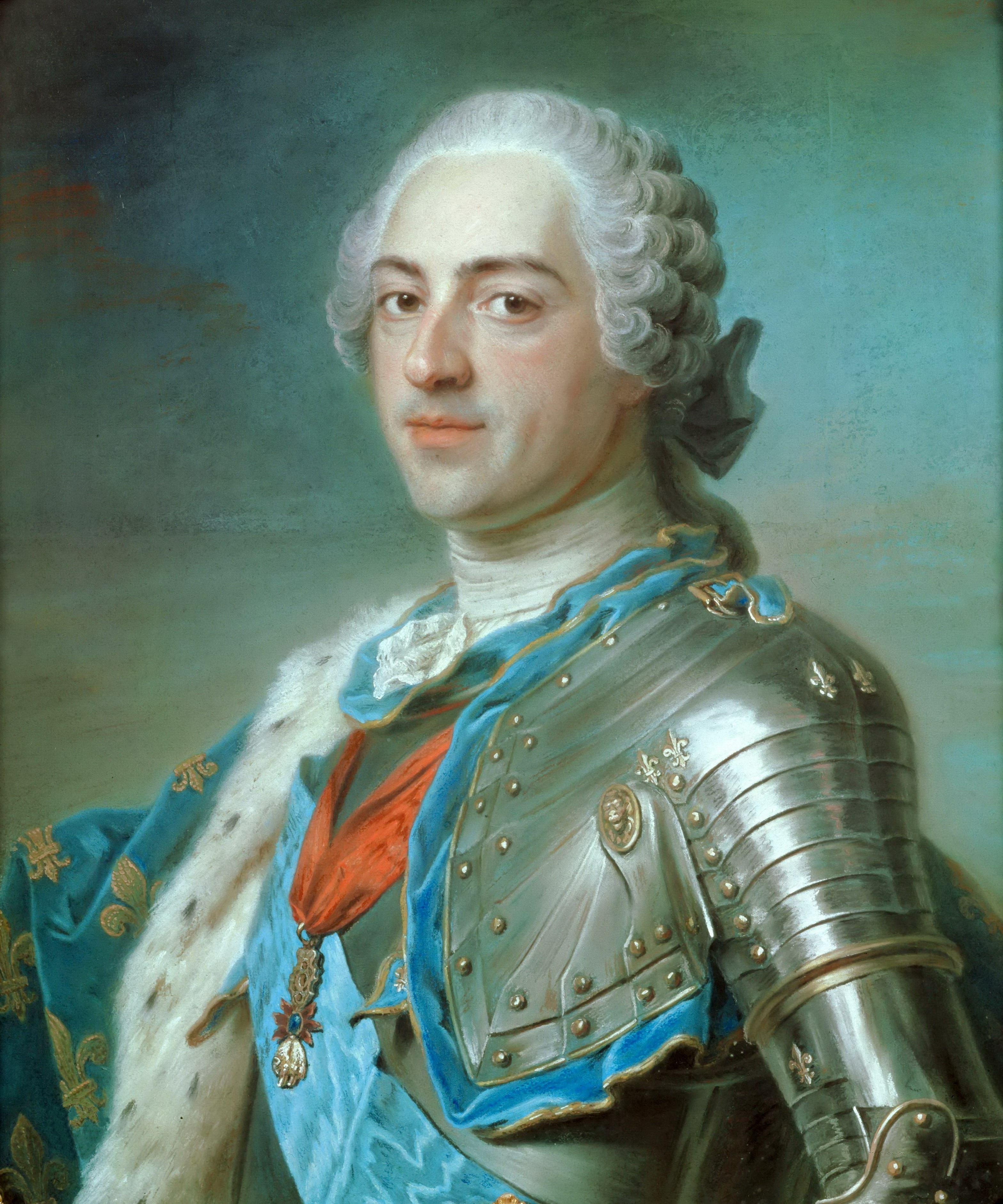
Louis XV qui voulut être informé de l'affaire et y donna suite

Premier résultat : début février, la Cour informe le Conseil Supérieur de Colmar que Sa Majesté veut être instruite de l’affaire « par l’envoi des motifs et des charges ». Mais les juges alsaciens ne se soumettent pas : le deux avril 1755, ils prennent un nouvel arrêt par lequel Moyse Lang et Menke Lévy sont condamnés à leur tour à la question ordinaire et extraordinaire mais cette fois manentibus indiciis.
Face à cette rébellion, le 5 mai, le Roy en son Conseil ordonne avant dire droit que «  les charges, informations et procédures sur lesquels les arrêts du 30 décembre 1754 et du 2 avril 1755 ont été rendus lui soient apportés dans les deux mois pour tout délai » , afin de lui permettre de statuer sur la demande en révision. En attendant, « veut et ordonne Sa Majesté qu’il soit sursis à toute exécution de l’arrêt du conseil supérieur de Colmar du deux avril 1755 jusqu’à ce qu’il en ait été autrement décidé par sa Majesté. » Le président, Christophe de Klinglin, et les conseillers de Colmar n’ont plus qu’à s’exécuter ; l’entier dossier est communiqué à Versailles. Et, le 16 juin 1755, le Roy en son conseil, ordonne qu’il sera procédé au Parlement de Metz à la révision du procès criminel jugé par les deux arrêts du Conseil supérieur de Colmar.
Dès lors, les choses vont aller grand train. L’affaire est confiée à l’avocat Pierre-Louis Roederer (père), connu dans toute la province pour sa défense des Juifs. Ce grand juriste va développer avec brio l’argumentation des accusés, démontant en fait comme en droit toutes les faiblesses de l’accusation ayant conduit à cette « erreur judiciaire ».  

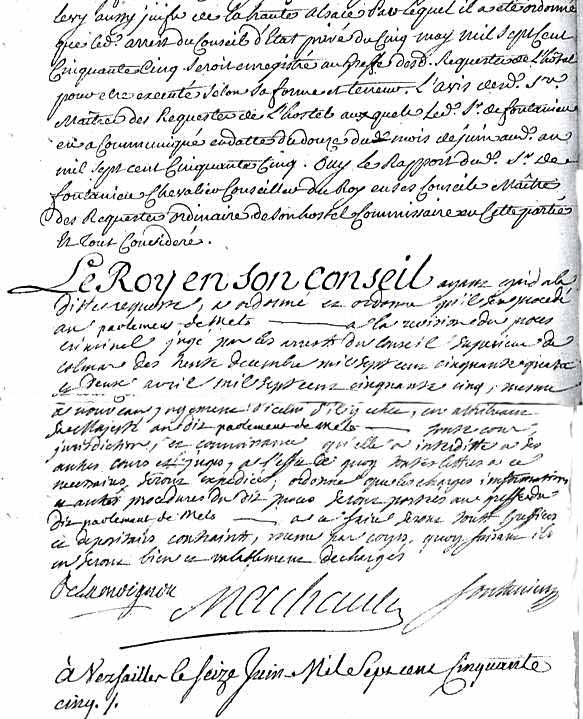
Arrêt ordonnant la révision du procès Hirtzel Lévy, pris par le Roy en son conseil, portant les signatures du chancelier de Lamoignon et du garde des sceaux Machault d'Arnouville, 16 juin 1755, Versailles

Le 14 juillet 1755, Moyse Lang et Menké Lévy, sont extraits de leur prison pour être conduits à Metz dans une voiture de poste. Le 26 juillet, le Parlement de Metz les reçoit à la preuve de leurs alibis et nomme le beau-frère de Hirtzel, Isaac Dreyfus de Sierentz, curateur à sa mémoire. Le 30 juillet, une commission d’instruction se met en marche ; elle est à Sierentz le 9 août, à Wettolsheim le 21 et à Ribeauvillé le 29. Tous les témoins cités par les trois accusés sont entendus. Le 11 septembre, la commission est de retour à Metz.

Enfin, le vingt-quatrième jour de septembre de l’an de grâce mil sept cent cinquante cinq, la cour rend son arrêt au nom du Roi  : 
« Après qu'Isaac Dreyfus, curateur a été interrogé derrière le barreau, et les sieurs Moyse Lang et Menke Lévy sur la sellette, par l'organe de l’interprète de notre Cour en langue Germanique, après avoir été par eux prêté le serment en la manière ordinaire des Juifs, la main sur les Tables de Moyse,
NOTRE DITE COUR, faisant droit sur l'Appel interjeté, dit qu'il a été mal jugé par la sentence du Bailli de Ribeaupierre du vingt-trois décembre dernier et bien appelé ; et en conséquence des preuves des faits justificatifs, renvoie Menké Lévy et Moyse Lang, de l’accusation contre eux formée, les décharge des condamnations prononcées contre eux, ordonne que les prisons leur seront ouvertes ; et en ce qui concerne le défunt Hirtzel Lévy, déclare sa mémoire purgée de l'accusation intentée contre lui, et icelui réputé mort dans son état entier ; en conséquence ordonne que ses héritiers resteront dans la possession et jouissance des biens de la succession, ordonne que son corps sera remis à sa famille pour être inhumé à la manière ordinaire des Juifs, que les écrous desdits accusés seront rayés et biffés sur les registres des prisons dans lesquelles ils ont été détenus et que mention y sera faite du présent arrêt tant sur lesdits registres qu'en marge de ladite sentence du Bailli de Ribeaupierre, sauf à Menké Lévy, Moyse Lang, et Abraham Lévy, fils de Hirtzel, de se pourvoir pour leurs dépens, dommages et intérêts contre qui ils aviseront… ».
Cinq jours plus tard, au matin du 29 septembre 1755, la population de toute la région est massée sur la grand’route de Colmar, où le corps de Hirtzel est encore exposé sur la roue, au sommet d’un poteau. L’huissier lit l’arrêt du Parlement de Metz et le fait traduire en allemand. Aussitôt, on grimpe aux échelles, on détache le supplicié, on le descend dans un grand suaire. Le convoi prend alors la route de Jungholtz, cimetière des Juifs de la Haute-Alsace . Le rabbin Isidore Loeb raconte: « Les fossoyeurs accomplirent leur office au milieu des prières des Juifs et la terre recevait enfin dans son sein, pour le repos éternel, ce pauvre corps si longtemps exposé aux intempéries du ciel, aux outrages des oiseaux de proie et à l'insulte des passants. »

### Épilogue
Quelques jours après la cérémonie, le Maréchal de Coigny, gouverneur de l'Alsace, fit défense aux chrétiens d'insulter les Juifs. Le comte de Ribeaupierre démit de ses fonctions le bailli Joseph Fuchs qui avait prononcé la première sentence. Mais le Premier Président du Conseil Supérieur d’Alsace, Christophe de Klinglin, resta en poste encore longtemps et termina sa carrière dans les honneurs. 
En 1756, forts de leur innocence reconnue, les enfants du supplicié ainsi que Moyse Lang et Menké Lévy assignèrent leurs dénonciatrices en dommages et intérêt, demandant en outre « qu’elles soient condamnées à déclarer en audience publique tenante que méchamment et calomnieusement elles les ont accusés d’être auteurs de crimes prétendus dans la maison et sur la personne de Madeleine Kopp et de Catherine Straumann, qu’elles leur en demandent pardon et les tiennent pour gens d’honneur incapables de pareilles actions. »  
Isaac Dreyfus, qui joua un rôle majeur dans la reconnaissance de l'innocence des accusés, mourut en 1761. L'orphelin laissé par sa fille, la jeune Anna Dreyfus dont la mort prématurée début décembre 1754 avait lancé Hirtzel Lévy sur la route de Sierentz, devait devenir en 1806 l’un des 111 députés à l'assemblée des notables juifs réunie à Paris par Napoléon pour réfléchir sur les droits et devoirs des Juifs de l'Empire. Il s'appelait Barouch Lang.
Dans leur pourvoi en cassation pour Anne Rose Calas, en 1763, les avocats de l'affaire Calas évoquèrent longuement le précédent que constituait l’affaire Hirtzel Lévy, preuve de l’intolérance des Parlements de province et de la magnanimité du Roi et de son Conseil Privé . 

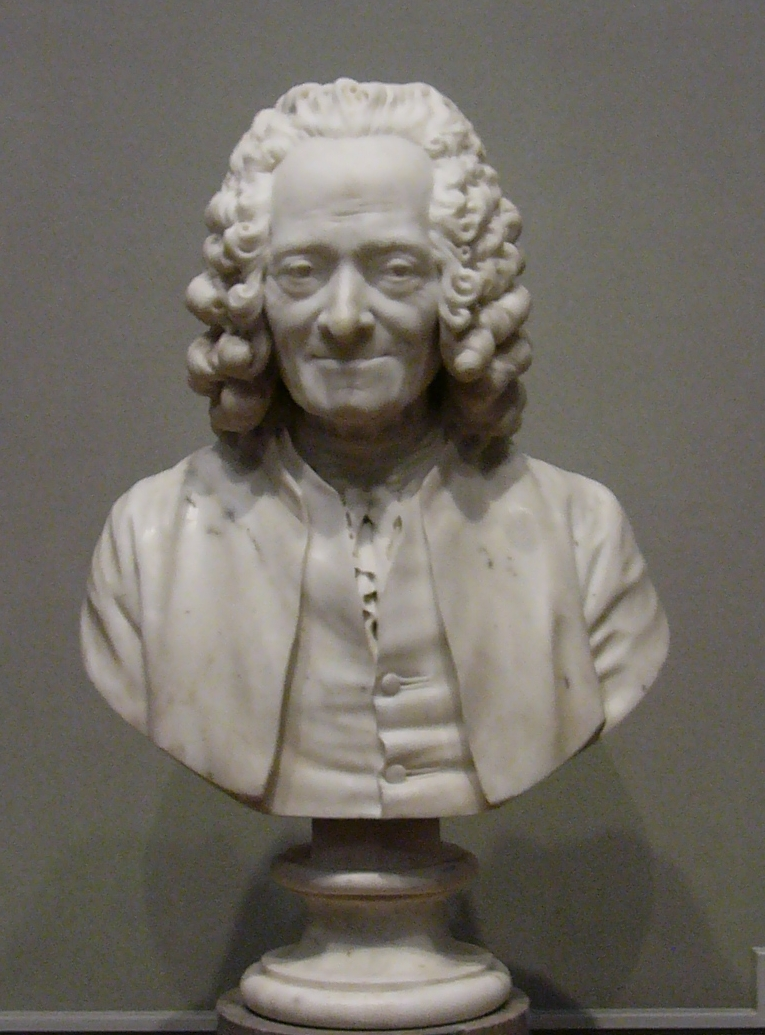
Voltaire qui ne se mobilisa point pour l'affaire, contrairement à celle de Calas

Voltaire, qui se dépensera magnifiquement en faveur des Calas, ne se mobilisa guère pour Hirtzel Lévy. Il venait de quitter l’Alsace, après y avoir séjourné pendant 13 mois quand, le jour même du supplice, le 31 décembre 1754, il en fut informé par une lettre de son ami Sébastien Dupont, avocat à Colmar, qui y avait assisté. Cela ne l’incita guère à prendre parti pour un homme qu’il ne désignera jamais que comme « le Juif d’Alsace » ou « le juif de Colmar". Le peu de sympathie du philosophe pour les juifs et les liens d’amitié et d’intérêt qu’il cultivait avec la famille du Président de Klinglin expliquent sans doute son faible empressement. Tout juste s'étonnera-t-il dans une lettre de 1763 en marge du procès Calas que « dans l'affaire du juif de Colmar, le Conseil souverain n'ait jamais reçu la moindre flétrissure ».
Pierre-Louis Roederer, fils de l'avocat homonyme qui défendit les accusés, resta fidèle aux combats de son père. Sous son instigation, la Société royale des Sciences et des Arts de Metz mit au concours pour 1787 et 1788 la question : « Est-il des moyens de rendre les Juifs plus utiles et plus heureux en France? ». Ce fut le premier pas vers l’émancipation des Juifs, votée en 1791 par l’Assemblée Constituante.
Il faudra attendre 1881 et les recherches d’Isidore Loeb pour que l’on suggère à mots couverts que la décision expéditive du Conseil Souverain d'Alsace ait pu être dictée par une animosité personnelle de son Président à l’encontre des Juifs, le propre frère de Christophe de Klinglin, François-Joseph, et son neveu étant empêtrés dans un procès pour concussion et malversations initié par deux Juifs de Strasbourg, Raphael et Michel Lévy.